# Олд Вик
«Олд Вик» (англ. Old Viс Theatre) — театр в Лондоне, расположенный к юго-востоку от станции Ватерлоо на углу Кат и Ватерлоо-роуд (англ.).
Королевский Кобург-театр (Royal Coburg Theatre) был построен в 1818 году, в 1880 году название было изменено Эммой Конс (англ.) на Королевский Виктория-холл (Royal Victoria Hall). В 1898 году племянница Конс, Лилиан Бэйлис (англ.) приняла на себя руководство, а в 1914 году начала ставить на сцене Олд Вика пьесы Шекспира. Зданию потребовался ремонт после разрушительных бомбардировок 1940-х, вновь театр открылся для публики лишь в 1951 году после реконструкции.
«Олд Вик» — также название театральной труппы. В 1963 году, ещё при Лоренсе Оливье, театру было присвоено звание Королевского национального театра Великобритании, которое Олд Вик с гордостью продолжал носить до 1976 года, когда произошло разделение труппы на старший и младший состав, в результате чего новый молодой коллектив переехал в новое здание, построенное в районе Саут-Бэнк и получившее название Янг Вик. Труппа полностью обновлялась ещё два раза, в 1985 и в 2003 годах. Художественным руководителем театра до 2015 года являлся американский актёр Кевин Спейси, назначение которого вызвало значительный общественный резонанс. На 2016 год должность занимает Мэттью Уаркус.

## История

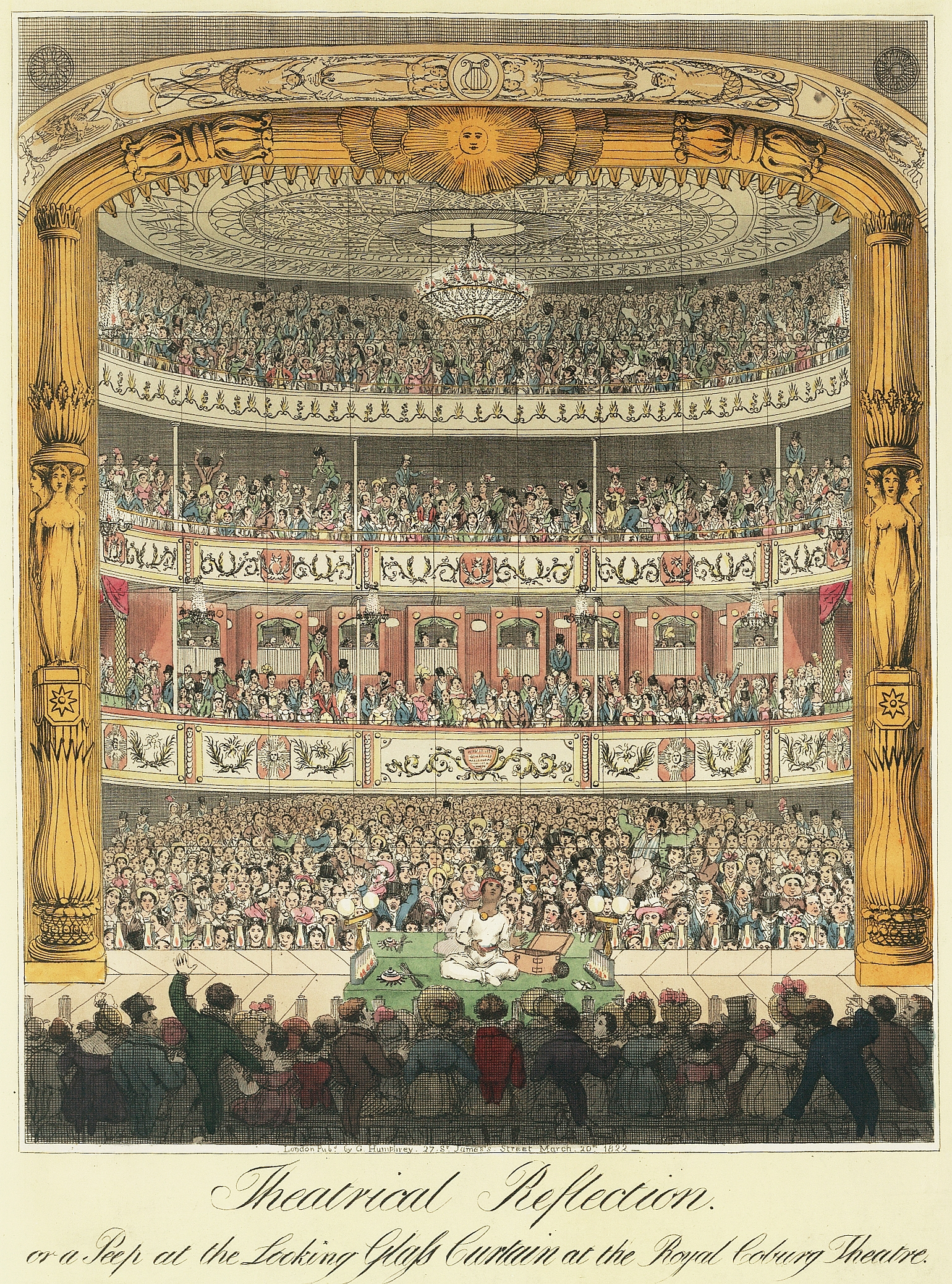
Королевский Кобург-театр в 1822

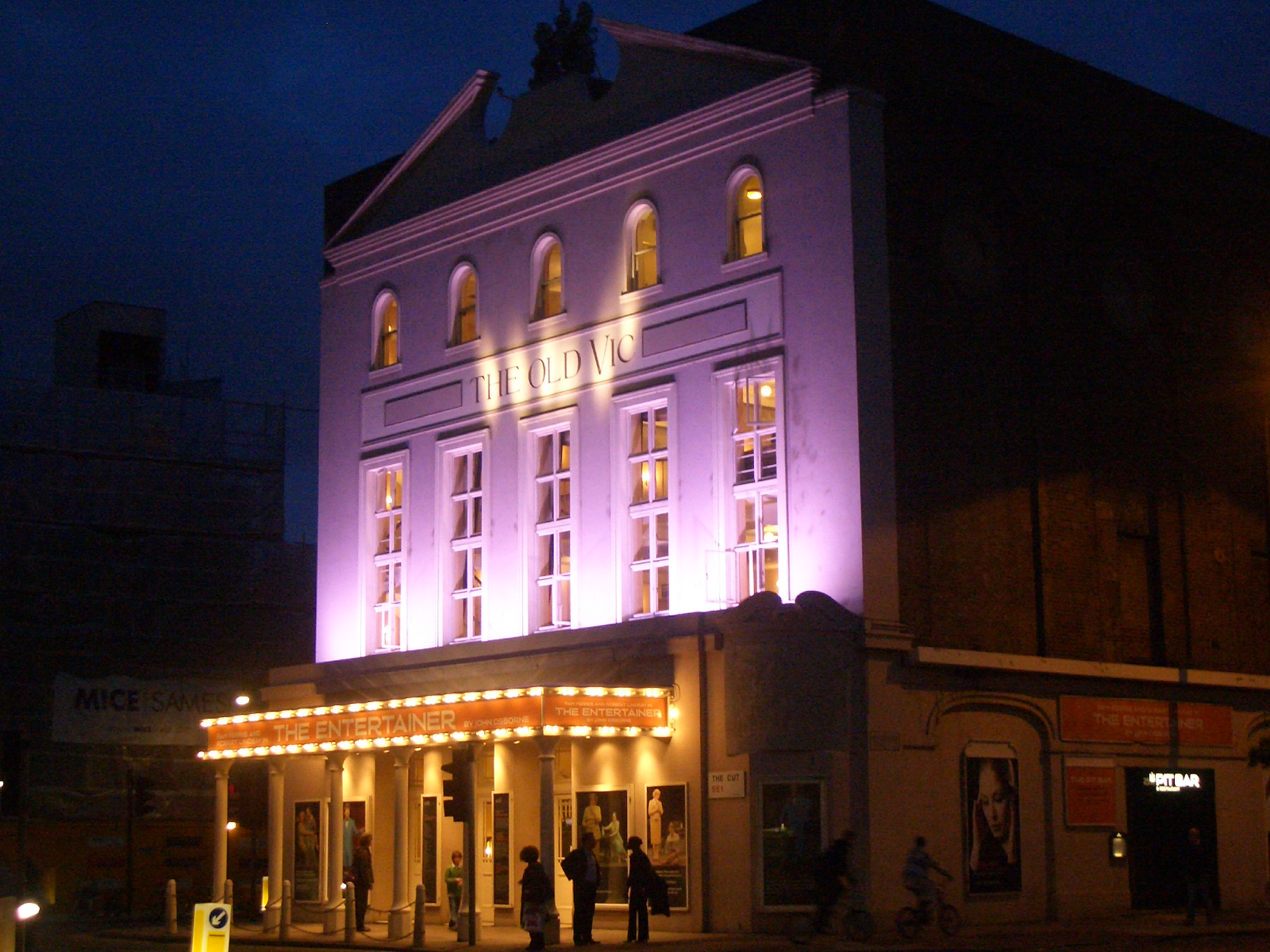
Театр вечером

Королевский Кобург-театр был основан в 1818 году Джеймсом Кингом и Даниэлем Данном (управляющими Суррейского театра в Бермондси), которым удалось завоевать расположение принцессы Шарлотты и её мужа принца Леопольда, от имени последнего (Саксен-Кобург) и пошло название театра «Кобург-театр». Театр был «незначительным» по меркам того времени, и в нём, в том числе по ряду технических причин, была запрещена постановка серьёзной драмы. Однако, когда в 1824 году театр перешел к Уильяму Болвеллу Дэвидджу, его сцена прославила легендарного актера Эдмунда Кина, игравшего в шести пьесах Уильяма Шекспира по шесть ночей в неделю. В плане адаптации высокого искусства для народных масс роль театра значительно возросла после того, как Кин обратился к аудитории во время одного из своих выходов на бис со словами: «я никогда не играл для таких непросвещённых скотов, которых я вижу сейчас перед собой».
В 1833 году театр был переименован в Королевский Викторианский Театр (Royal Victorian Theatre) в честь наследницы английского престола принцессы Виктории, позднее стало популярным назв. «Старушка Вик» – «Old Vic». Причём смена названия пришлась на момент отсутствия в городе владельца театра Уильяма Дэвидджа, который в тот момент уехал с целью оформления прав по управлению Суррейским театром, купленным Даниэлем Эджертоном и Уильямом Абботтом во время отмены закона о юридическом различии между доступными (patent) и незначительными (minor) театрами.
В 1880 году, являясь собственностью Эммы Конс, в честь которой снаружи и внутри современного здания здания театра прибиты мемориальные таблички, театр стал называться Королевским Виктория-холлом, Таверной Кофе (Royal Victoria Hall, Coffee Tavern) и управлялся в «строгих правилах умеренности»; к этому времени театр уже приобрёл и «народное» название — «Олд Вик». Краткие лекции, проведенные со сцены, обеспечили финансовую помощь со стороны Колледжа Морли, который с 1920-х годов располагается вблизи здания Олд Вика.
В 1914–37 Олд Вик возглавляла театральный деятель и антрепренёр Лилиан Мэри Бейлис (племянница Эммы Конс), превратив его в один из лучших в Великобритании. В театре организовывались музыкальные и лекционные программы, просветительские задачи были связаны в первую очередь с драматургией У. Шекспира (его пьесы шли в Олд Вик начиная с 1914 года; театр также назывался «домом Шекспира»; до 1925 года здесь были поставлены все пьесы так называемого первого фолио). В разные годы в театре работали актёры и режиссёры: Эдмунд Кин, Джон Артур Гилгуд, Роберт Ричардсон , Майкл Редгрейв, Алек Гиннесc, Лоуренс Керр Оливье, Чарльз Лоутон, Пегги Эшкрофт, Р. Бёртон, Роберт Аткинс, Тайрон Гатри, Майкл Бенталл и др. В Олд Вик сформировался особый сценич. стиль, отличавшийся простотой и лаконичностью формы. В 1941 году театр был разбомблён, его труппа играла в помещении «Нью тиэтр». В 1950 году открылось новое здание «О. В.». В 1963 году труппа Олд Вик распущена (до 1975 года в его здании располагался Национальный театр). С 1977 года здание Олд Вик сдавалось в аренду гастролирующим труппам, в 1982 году театр был восстановлен. С 2003 года художественный директор театра – Кевин Спейси.

## Художественные руководители
X. Уильямс (1929—1933), Тирон Гатри (1939—1944), Л. Оливье, Р. Ричардсон и Дж. Баррелл (совм. в 1944—1949), X. Хант (1949—1953), M. Бенталл (1953—1962), М. Эллиот (1962—1963). Отдельные спектакли ставили М. Сен-Дени, Д. Сил, Д. Кари, Дж. Ферналд и др.
С 2004 года должность художественного руководителя занимал американский актёр Кевин Спейси. В 2015 году его сменил британский режиссёр и драматург Мэттью Уорчус.

## Отдельные постановки по режиссёрам
| - «Гамлет» (1937; с участием Л. Оливье; 1938 — А. Гиннесса) - «Мера за меру» Шекспира (1933; с уч. Ч. Лоутона) - «Пер Гюнт» Г. Ибсена (1944; с уч. Р. Ричардсона и С. Торндайк) - «Тамерлан» К. Марло (1951; с уч. Д. Уолфита) - «Ричард III» (1944; с уч. Л. Оливье) - «Дядя Ваня» (1945; с уч. Р. Ричардсона и Л. Оливье) - «Генрих IV» Шекспира (1945; с уч. Р. Ричардсона, Л. Оливье, С. Торндайк) - «Святая Иоанна» Дж. Б. Шоу (1947; с уч. С. Джонсон, А. Гиннесса, Б. Майлса) | - «Двенадцатая ночь» (1950; с уч. П. Эшкрофт) - «Гамлет» (1950; с уч. М. С. Редгрейва) - «Ромео и Джульетта» (1952; с уч. К. Блум и А. Бейдела) - «Кориолан» Шекспира (1954; с уч. Р. Бёртона) - «Макбет» (1954; с уч. П. Роджерса) - «Ричард II» и «Гамлет» (1955, 1957; с уч. Дж. Невилла) - «Пер Гюнт», «Венецианский купец», «Мера за меру» (1962) |